# Verónica Isbej
Verónica Isbej Morales (* 17. November 1976) ist eine frühere chilenische Biathletin.
Verónica Isbej gab ihr internationales Debüt im Rahmen des Weltcups 2003 in Oberhof. Im Sprint erreichte sie den 81. Platz. Wenig später gab sie bei einem Sprint, den sie als Elfte beendet auch ihr Debüt im Biathlon-Europacup. In der Folgezeit wechselte die Chilenin immer wieder zwischen den beiden höchsten Rennserien im internationalen Biathlon. Ihr bestes Weltcupergebnis erreichte Isbej mit einem 77. Platz im Sprint, den sie 2004 in Pokljuka erreichte. Erstmals bei einem Großereignis startete sie im Rahmen der Biathlon-Weltmeisterschaften 2004 in Oberhof, wo sie im Sprint antrat, jedoch das Rennen nicht zu Ende brachte. Wenig später nahm sie an den Militär-Skiweltmeisterschaften 2004 in Östersund teil und erreichte die Plätze 46 im Sprint, elf mit Claudia Salcedo, Ana Maria Palma und Claudia Barrenechea im Militärpatrouillenlauf und erreichte über 15 Kilometer im Skilanglauf nicht das Ziel. Die Militär-Skiweltmeisterschaften 2005 in Predeal brachten nur einen Einsatz über 15 Kilometer im Skilanglauf, den sie als 31. beendete. Höhepunkt der Karriere wurde die Teilnahme an den Olympischen Winterspielen 2006 von Turin, bei denen sie im Sprint und im Einzel zum Einsatz kam und als 83. und 81. jeweils mit etwas Abstand den letzten Platz belegte. Nach Barrenechea bei den vorherigen Spielen war Isbej erst die zweite chilenische Biathletin und bislang die letzte Vertreterin ihres Landes, die an Olympischen Winterspielen teilnahm. Nach den Spielen beendete sie ihre Karriere.

## Biathlon-Weltcup-Platzierungen
Die Tabelle zeigt alle Platzierungen (je nach Austragungsjahr einschließlich Olympische Spiele und Weltmeisterschaften).
- 1.–3. Platz: Anzahl der Podiumsplatzierungen
- Top 10: Anzahl der Platzierungen unter den ersten zehn (einschließlich Podium)
- Punkteränge: Anzahl der Platzierungen innerhalb der Punkteränge (einschließlich Podium und Top 10)
- Starts: Anzahl gelaufener Rennen in der jeweiligen Disziplin

| Platzierung         | Einzel | Sprint | Verfolgung | Massenstart | Staffel | Gesamt |
| ------------------- | ------ | ------ | ---------- | ----------- | ------- | ------ |
| 1. Platz            |        |        |            |             |         |        |
| 2. Platz            |        |        |            |             |         |        |
| 3. Platz            |        |        |            |             |         |        |
| Top 10              |        |        |            |             |         |        |
| Punkteränge         |        |        |            |             |         |        |
| Starts              | 3      | 8      |            |             |         | 11     |
| Stand: Karriereende |        |        |            |             |         |        |